# 3DO Rating System
3DO Rating System (em português: Sistema de Classificação 3DO) é um sistema extinto de classificação etária de jogos eletrônicos. Desenvolvido pela 3DO Company para uso exclusivo no 3DO Interactive Multiplayer, foi deixado de lado após a criação do ESRB, que era um comitê independente, em 1994.